# Ухлясть (річка)
Ухлясть — річка в Білорусі у Биховському районі Вітебської області. Ліва притока річки Дніпра (басейн Чорного моря).

## Опис
Довжина річки 48 км, похил річки 0,5 %, площа басейну водозбору 478 км², середньорічний стік 2,6 м³/с. Формується притоками та безіменними струмками.

## Розташування
Бере початок за 2 км на північно-західній стороні від села Ляжанка. Тече переважно на південний захід і на північно-західній стороні від села Прибор на відстані 0,5 км впадає в річку Дніпро.